# Duque de Veragua (ganadería)
La ganadería del duque de Veragua fue una antigua ganadería brava española de origen vazqueño, que estuvo regentada por la casa de Osuna y Veragua tras adquirir la vacada real que perteneció al rey Fernando VII y la reina consorte María Cristina de Borbón, y que desapareció en 1927, cuando fue vendida al ganadero Manuel Martín Alonso y, más tarde al bodeguero andaluz Juan Pedro Domecq.
La ganadería, heredera de la vacada de Vicente Vázquez, tomó la antigüedad que esta tenía tras haber lidiado una corrida completa en la Plaza de toros de Madrid el 2 de agosto de 1790.

## Historia

### La ganadería de Vicente Vázquez
Tras la muerte del ganadero Vicente José Vázquez, conde Guadalete, en 1831, la ganadería que este tenía y que había heredado de su padre, Gregorio Vázquez, fue vendida. Los herederos fueron los encargados de deshacerse de la vaca, componiendo distintos lotes que irían a parar a distintos potentados del campo andaluz como el canónigo sevillano Diego Hidalgo Barquero, el terrateniente Francisco Taviel de Andrade o el monarca Fernando VII, quien se interesó especialmente por el ganado bravo y quien adquirió la parte más representativa de la antigua ganadería de los Vázquez.

### Real Vacada de Fernando VII
El rey, por mediación de su veedor, Fernando Criado, se hizo con la mitad de la ganadería, trasladándola desde Andalucía hasta Aranjuez donde se instalaría la Real Vacada de Su Majestad. Una ganadería que monarca mantendría hasta su muerte y que heredaría su esposa, la reina regente María Cristina de Borbón, quien terminaría por deshacerse de la vacada del patrimonio real poco después, en 1835, haciéndose con buena parte de ellos los hermanos Téllez-Girón, duques de Osuna y de Veragua, yendo otra parte a la Real Vacada de Portugal, de la cual derivará, pasado el tiempo, la actual ganadería de Mari Carmen Camacho.

### La ganadería del duque de Veragua
Al comprar la ganadería, los nuevos propietarios trasladaron las cabezas de ganado desde los pastos de Aranjuez hasta los Montes de Toledo, pastando en distintas fincas pertenecientes a la Casa de Pastrana, como paso previo a instalar la ganadería en los Montes de Alancín, propiedad de la Casa de Veragua. Entre los cambios que se producen está la variación del hierro, el cual pasa a tomar la inicial del título nobiliario, enmarcado dentro de un escudo de armas timbrado por una corona abierta, y recuperando los colores de la divisa que lucían los toros de Vicente Vázquez.
En 1866 morirá el ganadero, sucediéndole al frente de la misma Cristóbal Colón de la Cerda, XIV duque de Veragua y ministro de Marina bajo la presidencia de Práxedes Mateo Sagasta. Bajo su tutela, "la ganadería Veragua conoció su máximo esplendor, muy apreciada entre el público y diestros por su comportamiento en el ruedo y por su estampa, además de ser la más numerosa de las de la época, con más de un millar de vacas de vientre". A pesar de los éxitos cosechados durante las próximas décadas, fruto del trabajo de selección empleado, el nuevo heredero de la ganadería, Cristóbal Colón y Aguilera de la Cerda, terminaría por ir vendiendo progresivamente el patrimonio pecuario de la casa, interesándose más por la cría caballar que por la del toro de lidia. Así, en 1928, vendía la ganadería a los hermanos Fermín y Manuel Martín Alonso, quienes, más tarde se la venderían al bodeguero andaluz Juan Pedro Domecq y Núñez de Villavicencio, quien crearía su propia ganadería con las reses de Veragua y empleando la misma divisa y hierro, y que aún se conserva en la actualidad.

## Características
Según el historiador y militar Julián Tomás García, los toros de Veragua mantuvieron aquellas características que les confería su propia genética, entroncada dentro de la Casta vazqueña. De esta manera, se puede establecer lo siguiente:
- Animales con gran trapío, más pequeños y menos cornalones que los toros de origen Cabrera.
- Reses con patas cortas y aplomadas, enmorrillados y con papada breve.
- Con presencia de capas variadas, especialmente negros y cárdenos pero también con accidentes como sardos y jaboneros.
- Durante la lidia tendían a rematar en tablas, con enorme poder en la suerte de varas y complicados en la muleta, donde se aploman y desarrollan sentido.

### Toros célebres
| Toro      | Número | Peso | Capa                 | Fecha               | Plaza                                 | Torero                 | Observaciones                            | Ref.   |
| --------- | ------ | ---- | -------------------- | ------------------- | ------------------------------------- | ---------------------- | ---------------------------------------- | ------ |
| Pavito    | -      | -    | Berrendo en colorado | 12 de junio de 1852 | Plaza de toros de la Puerta de Alcalá | Manuel Jiménez El Cano | Le hirió fatalmente, muriendo a los días | [ 9 ]  |
| Buen mozo | -      | -    | -                    | marzo de 1856       | Plaza de toros de la Puerta de Alcalá | -                      | Recibió 15 varas y mató seis caballos    | [ 10 ] |